# Ноћ комете
Ноћ комете (енгл. Night of the Comet) амерички је научнофантастични хорор филм независне продукције са елементима црног хумора из 1984. године, режисера Тома Еберхарда, са Кетрин Мери Стјуарт, Робертом Белтраном и Кели Маруни у главним улогама. Радња прати групу људи који су преживели зрачење комете, која је претворила већи део човечанства у прашину, а остатак у зомбије.
Први избор за улогу Саманте Белмонт била је Хедер Лангенкамп, која се исте године прославила улогом Ненси Томпсон у Страви у Улици брестова, али је улога на крају припала Кели Маруни. Филм је премијерно приказан 16. новембра 1984. Остварио је комерцијални успех, добио претежно позитивне оцене критичара и постао култни класик. На сајту Ротен томејтоуз оцењен је са 79%. Мери Воронов је за улогу Одри Вајт била номинована за Награду Сатурн за најбољу споредну глумицу.
Лик Саманте Белмонт, коју је тумачила Кели Маруни, имао је директног утицаја на Џоса Видона при стварању насловног лика у популарној ТВ серији Бафи, убица вампира (1997—2003).

## Радња
Године 1984, једанаест дана пре Божића, поред Земље пролази комета која је збрисала целокупну популацију диносауруса. Људи с нестрпљењем ишчекују овај догађај и организују прославе широм планете, несвесни да ће их зрачење комете готово све претворити у прашину, а остале у створења налик зомбијима. Две сестре, Регина и Саманта Белмонт, успевају да преживе зрачење пошто су ноћ провеле у просторијама чији су зидови од челика. Оне, заједно са неколицином људи који нису били изложени дејству комете, покушавају да побегну од зомбија и научника који намеравају да искористе њихову незаражену крв како би себе спасили.

## Улоге
| Глумац              | Улога                 |
| ------------------- | --------------------- |
| Кетрин Мери Стјуарт | Регина „Реџи” Белмонт |
| Кели Маруни         | Саманта „Сем” Белмонт |
| Роберт Белтран      | Хектор Гомез          |
| Шерон Фарел         | Дорис Белмонт         |
| Мери Воронов        | Одри Вајт             |
| Џефри Луис          | доктор Картер         |
| Питер Фокс          | доктор Вилсон         |
| Џон Акорн           | Оскар                 |
| Мајкл Боуен         | Лари Дупри            |
| Девон Ериксон       | Мајндер               |
| Лиса Лејнг          | Давенпорт             |
| Џенис Каваје        | Сара                  |
| Ченс Бојер          | Брајан                |
| Иван Е. Рот         | Вили                  |
| Марк Попел          | Дени Мејсон Кинер     |